# Stanley Kamel
Stanley Kamel (* 1. Januar 1943 in South River, New Jersey; † 8. April 2008 in Los Angeles) war ein US-amerikanischer Schauspieler.

## Leben
Kamel begann seine Karriere an Off-Broadway-Theatern und in Fernsehserien. Seinen Durchbruch hatte er mit der Rolle des Eric Peters in der Serie Zeit der Sehnsucht. Seit den 1960er Jahren war er ein häufig gebuchter Gaststar erfolgreicher US-amerikanischer Fernsehserien wie Kobra, übernehmen Sie, Kojak, Knight Rider, Beverly Hills, 90210, Melrose Place, Raumschiff Enterprise: Das nächste Jahrhundert, MacGyver, Columbo und Drei Engel für Charlie.
Einem breiten Fernsehpublikum wurde er in der 2002 gestarteten Fernsehserie Monk durch die durchgängige Rolle des Psychiaters Dr. Charles Kroger bekannt, der die Hauptfigur, den neurotischen Privatdetektiv Adrian Monk, therapiert.
Kamel wurde am 8. April 2008 in seiner Wohnung von seinem Agenten tot aufgefunden. Er starb im Alter von 65 Jahren an einem Herzinfarkt. In der ersten Folge der siebten Staffel von Monk wurde auch inhaltlich auf seinen Tod Bezug genommen und im Abspann mit dem Hinweis In loving memory of Stanley Kamel seiner gedacht.

## Filmografie (Auswahl)

### Fernsehen
- 1969: Kobra, übernehmen Sie (Mission: Impossible)
- 1972: Mannix (1 Episode)
- 1974, 1977: Kojak – Einsatz in Manhattan (Kojak, 2 Episoden)
- 1977, 1981: Quincy (Quincy, M. E., 2 Episoden)
- 1978: Drei Engel für Charlie (Charlie’s Angels, Episode: Countdown für Sabrina)
- 1979: Der unglaubliche Hulk (The Incredible Hulk, 1 Episode)
- 1981: Hart aber herzlich (Hart to Hart, 1 Episode)
- 1982: Herzbube mit zwei Damen (Three’s Company, 1 Episode)
- 1983–1985: Polizeirevier Hill Street (Hill Street Blues, 3 Episoden)
- 1983–1988: Cagney & Lacey (7 Episoden)
- 1984: Knight Rider (1 Episode)
- 1984: Trio mit vier Fäusten (Riptide, 1 Episode)
- 1985: Ein Colt für alle Fälle (The Fall Guy, 1 Episode)
- 1986–1991, 1999: L.A. Law – Staranwälte, Tricks, Prozesse (L.A. Law, 6 Episoden)
- 1987: Raumschiff Enterprise – Das nächste Jahrhundert (Star Trek: The Next Generation, 1 Episode)
- 1987, 1990: Matlock (2 Episoden)
- 1989–1990: Mord ist ihr Hobby (Murder, She Wrote, 2 Episoden)
- 1990: Columbo: Mord nach Termin (Agenda for Murder)
- 1991: Golden Girls (The Golden Girls, 2 Episoden)
- 1991: MacGyver (1 Episode)
- 1993–1994: Diagnose: Mord (Diagnosis Murder, 2 Episoden)
- 1994: Melrose Place (13 Episoden)
- 1995: Beverly Hills, 90210 (8 Episoden)
- 1997: Die Nanny (The Nanny, 1 Episode)
- 1997: Emergency Room – Die Notaufnahme (ER, 1 Episode)
- 1997: Renegade – Gnadenlose Jagd (Renegade,  1 Episode)
- 1999: Eine himmlische Familie (7th Heaven, 1 Episode)
- 2000: New York Cops – NYPD Blue (NYPD Blue, 1 Episode)
- 2002: Six Feet Under – Gestorben wird immer (Six Feet Under, 1 Episode)
- 2002–2008: Monk (44 Episoden)
- 2003: General Hospital (5 Episoden)
- 2004: The West Wing – Im Zentrum der Macht (The West Wing, 1 Episode)

### Filme
- 1978: Judy Garland – Lehrjahre eines Hollywood-Stars (Rainbow)
- 1978: Zwei heiße Typen auf dem Highway (Corvette Summer)
- 1985: Rape – Die Vergewaltigung des Richard Beck (The Rape of Richard Beck)
- 1994: Mörderisches Menü (Ray Alexander: A Taste for Justice)
- 1999: Im Labyrinth der Lügen
- 2000: Escape Under Pressure (Under Pressure)
- 2000: Kandidatin im Kreuzfeuer (An American Daughter)
- 2005: Domino
- 2006: Inland Empire
- 2007: Jane Doe: How to Fire Your Boss